# Альтенмаркт-бай-Санкт-Галлен
Альтенмаркт-бай-Санкт-Галлен (нім. Altenmarkt bei Sankt Gallen) — ярмаркова комуна  (нім. Marktgemeinde)  в Австрії, у федеральній землі Штирія.
Входить до складу округу Ліцен. Населення становить 852 особи (станом на 31 грудня 2013 року). Займає площу 43 км².

## Історія

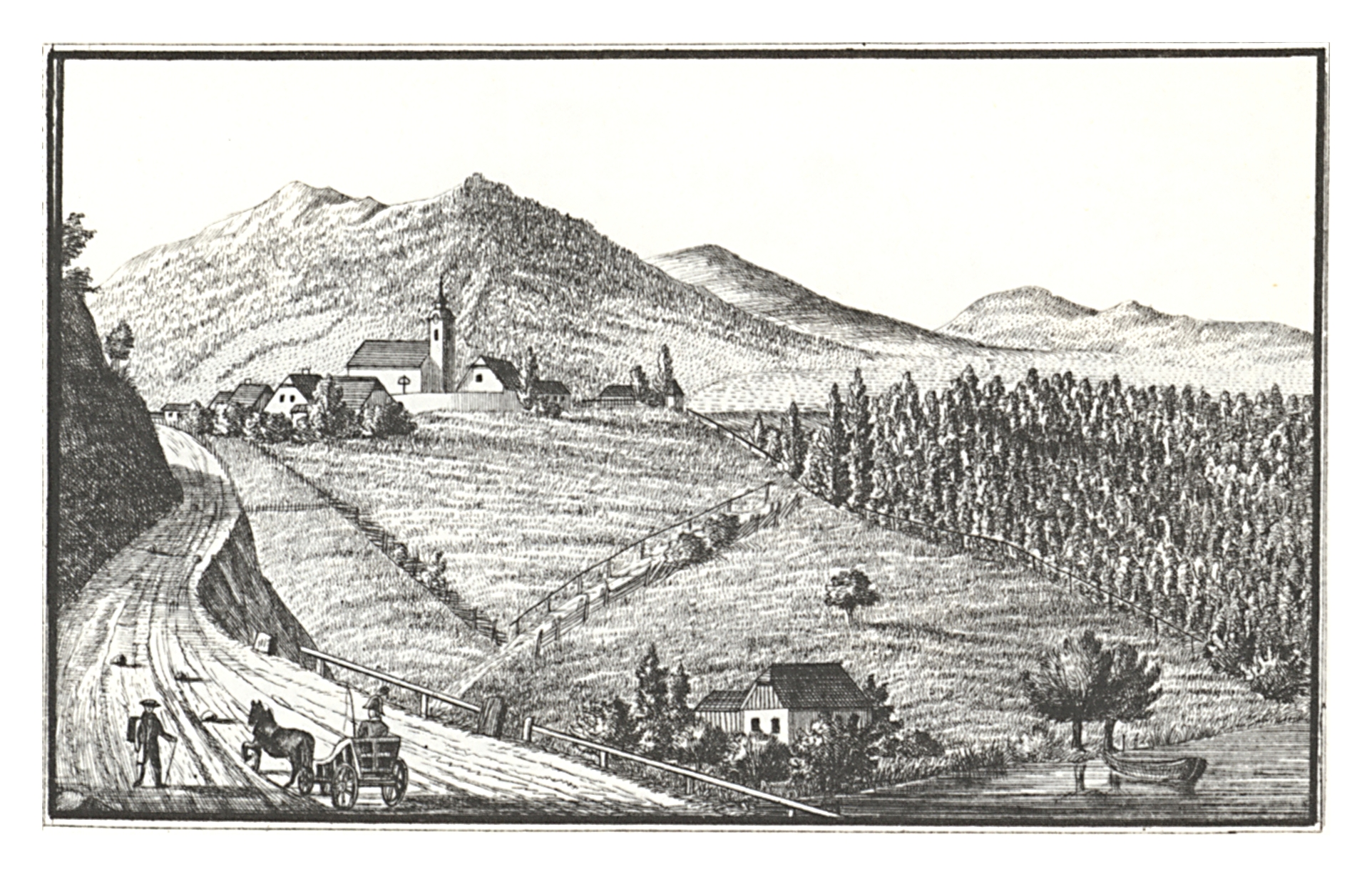
Лiтографiя, 1925

Перша згадка — 1106 (Frodniz). Розвивалося виробництво чавуну. У 1575 і 1793 Альтенмаркт був знищений пожежею. У період з 1800 по 1809 відбувалося вторгнення французьких військ.
У 19-му і 20-му століттях регіон пережива туристичний бум, гірськолижний туризм популярний і досі. 
Після закінчення Другої світової війни Альтенмаркт-бай-Санкт-Галлен належав до британської зоні окупації в окупованій післявоєнній Австрії.
1 жовтня 1981 Альтенмаркт-бай-Санкт-Галлен отримав власний герб.

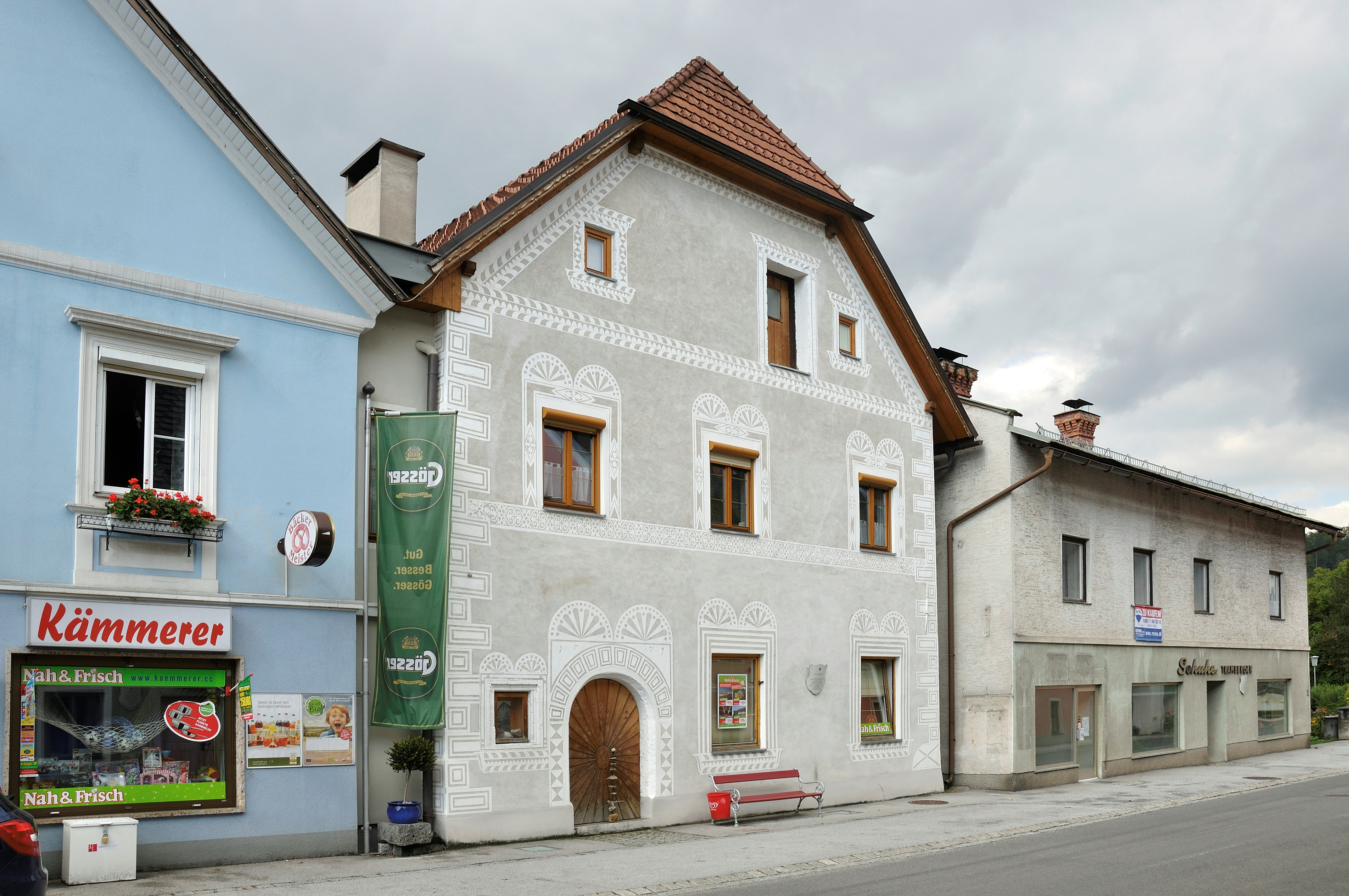
Альтенмаркт-бай-Санкт-Галлен

### Демографія

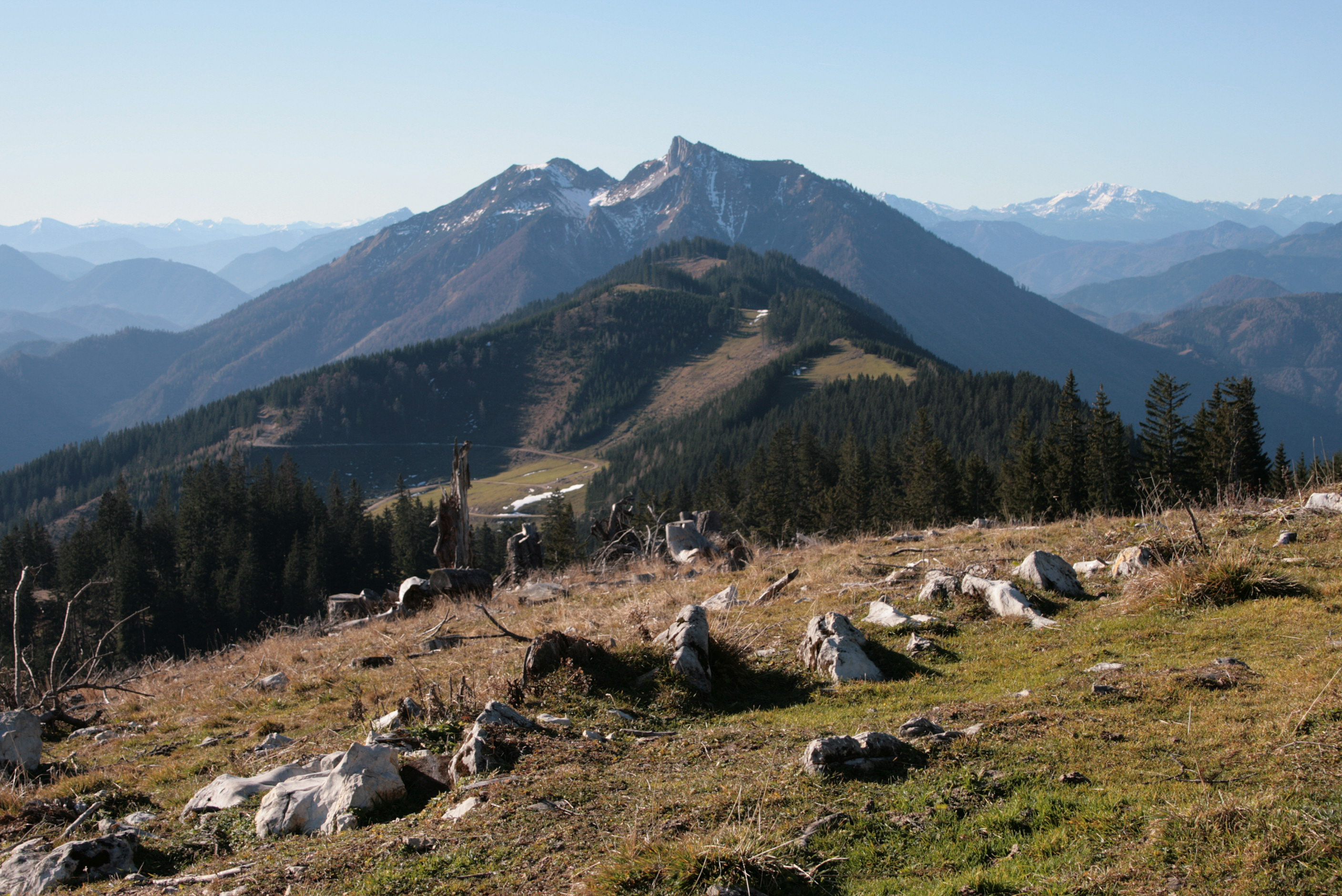
Альтенмаркт розташовується на плато посеред гір

## Розташування
|                      | Штайр-Ланд   | Амштеттен (округ) |
| Вайсенбах-ан-дер-Енс | Розташування | Пальфау           |
|                      | Ландль       |                   |

## Населення

### Релігія
- Римсько-католики — 94,3 %
- Євангелічна церква — 1,3 %
- Мусульмани — 1,6 %
- Християни — 2,0 %
- Інші — 0,8 %